# Cariblatta delicatula
Cariblatta delicatula es una especie de cucaracha del género Cariblatta, familia Ectobiidae.

## Distribución
Esta especie se encuentra en Cuba y Bahamas.